# واگرایی ژنتیک
واگرایی ژنتیکی (به انگلیسی: Genetic divergence) فرآیندی است که در آن دو یا چند جمعیت از گونه‌های نیاکان، تغییرهای ژنتیکی مستقل (جهش‌ها) را در طول زمان انباشته می‌کنند، که اغلب سبب انزوای تولیدمثلی و ادامه جهش حتی پس از اینکه جمعیت‌ها برای مدتی از نظر تولیدمثلی منزوی شده‌اند، می‌شوند. تبادل ژنتیکی دیگر وجود ندارد. در برخی موارد، جمعیت‌های فرعی که در محیط‌های پیرامونی متمایز از نظر بوم‌شناختی زندگی می‌کنند، می‌توانند واگرایی ژنتیکی را نسبت به بقیه یک جمعیت نشان دهند، به‌ویژه جایی که دامنه یک جمعیت بسیار زیاد است (به گونه‌زایی پراجا نگاه کنید). تفاوت‌های ژنتیکی بین جمعیت‌های واگرا می‌تواند شامل جهش‌های خاموش (که تأثیری بر فنوتیپ ندارد) یا تغییرهای ریخت‌شناسی و/یا فیزیولوژیک قابل‌توجهی را ایجاد کند. واگرایی ژنتیکی همیشه با جداسازی تولیدمثلی همراه است، چه به دلیل سازگاری‌های جدید از طریق انتخاب و/یا به دلیل رانش ژنتیکی، و سازوکار اصلی گونه‌زایی است.
در سطح ژنتیک مولکولی، واگرایی ژنتیکی به دلیل تغییرها در تعداد کمی از ژن‌ها در یک گونه است که سبب گونه‌زایی می‌شود. با این حال، محققان استدلال می‌کنند که بعید است که واگرایی نتیجه یک جهش مهم، منفرد و غالب در یک مکان ژنتیکی باشد، زیرا اگر این‌طور بود، فرد دارای آن جهش برازش اندام صفر داشت. در نتیجه، آنها نتوانستند تولیدمثل کنند و جهش را به نسل‌های بعدی منتقل کنند. از این رو، احتمال بیشتری وجود دارد که واگرایی، و پیامد آن جدایی تولیدمثلی، نتایج جهش‌های کوچک متعدد در طول زمان تکاملی باشد که در جمعیتی جداشده از جریان ژنی تجمع می‌یابند.